# Битва при Алидзоре
Битва при Алидзоре (арм. Հալիձորի ճակատամարտ) — битва в рамках Сюникской освободительной борьбы между армянскими войсками под командованием Давид-Бека и османской армией, произошедшая в 1727 году у крепости Алидзор, на территории нынешней Сюникской области Армении, недалеко от современного города Капан.

## История
Основное описание битвы при Алидзоре взято из труда армянского историка Гукаса Себастаци середины XVIII века «Патмутюн Гапанцвоц» (арм. Պատմութիւն Ղափանցւոց). Битва произошла на фоне более крупной военной кампании, начатой Османской империей в 1720-х годах с целью обеспечить контроль над Закавказьем. Османы столкнулись с ожесточённым сопротивлением местных армянских меликов в Сюнике, особенно вблизи города Капана, с небольшими силами Давид-Бека, Мхитар-Бека и Тера Аветиса.
27 февраля 1727 года преследуемый османами Давид-Бек и его последователи укрылись в крепости Алидзор. Османская армия осадила крепость, но подвергалась непрекращающимся атакам небольших армянских отрядов из крепости. Мхитар и Тер Аветис — соратники Давид-Бека, сделали всё возможное, чтобы поднять боевой дух своих людей в крепости, провозгласив:
Будьте смелыми, не бойтесь, следуйте за нами. Если пришел наш конец, давайте умерем храбро, ведь лучше нам умереть с мужеством за стенами, чем здесь, видя своими глазами смерть своих родных и близких.
Через десять дней османы оставили свои позиции и отступили. По данным армянских источников, остатки османской армии рассредоточились по региону, а в её рядах царила растерянность и паника.
Хотя автор «Патмутюн Гапанцвоц» явно преувеличивает размер османской армии и небольшую численность армянских сил, разница между двумя сторонами, должно быть, была значительна в пользу османских сил. Победа при Алидзоре воодушевила армянских повстанцев, которые затем изгнали османские войска из района Капана и впоследствии двинулись на юг, в сторону Мегри.

## В культуре
Битва изображена в советском фильме 1978 года о восстании Давид-Бека «Звезда надежды».